# Kritaturus vinnulus
Kritaturus vinnulus är en kvalsterart som beskrevs av Cook 1983. Kritaturus vinnulus ingår i släktet Kritaturus och familjen Aturidae. Inga underarter finns listade i Catalogue of Life.